# Bacelarella
Genre
Bacelarella est un genre d'araignées aranéomorphes de la famille des Salticidae.

## Distribution
Les espèces de ce genre se rencontrent en Afrique subsaharienne.

## Liste des espèces
Selon World Spider Catalog (version 24.5, 25/10/2023) :
- Bacelarella dracula Szűts & Jocqué, 2001
- Bacelarella fradei Berland & Millot, 1941
- Bacelarella gibbosa Wesołowska & Edwards, 2012
- Bacelarella iactans Szűts & Jocqué, 2001
- Bacelarella machadoi Wesołowska & Wiśniewski, 2023
- Bacelarella tanohi Szűts & Jocqué, 2001

## Systématique et taxinomie
Ce genre a été décrit par Berland et Millot en 1941 dans les Salticidae.

## Publication originale
- Berland & Millot, 1941 : « Les araignées de l'Afrique Occidentale Française I.-Les salticides. » Mémoires du Muséum national d'Histoire naturelle, (N.S.), vol. 12, p. 297-423.